# Puabi

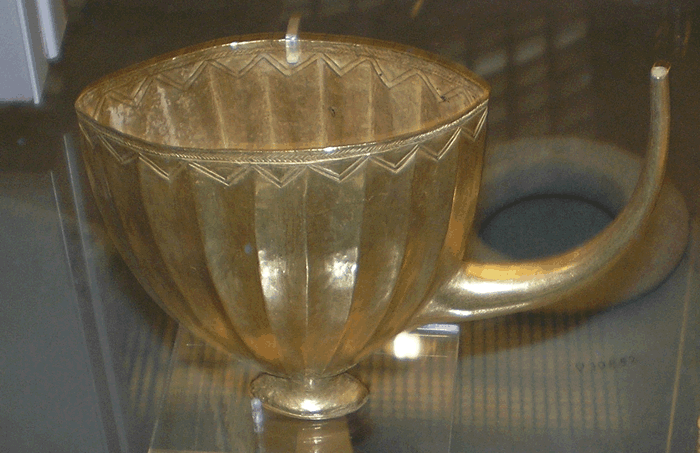
Vaso de oro de la tumba de la reina Puabi, Museo Británico.

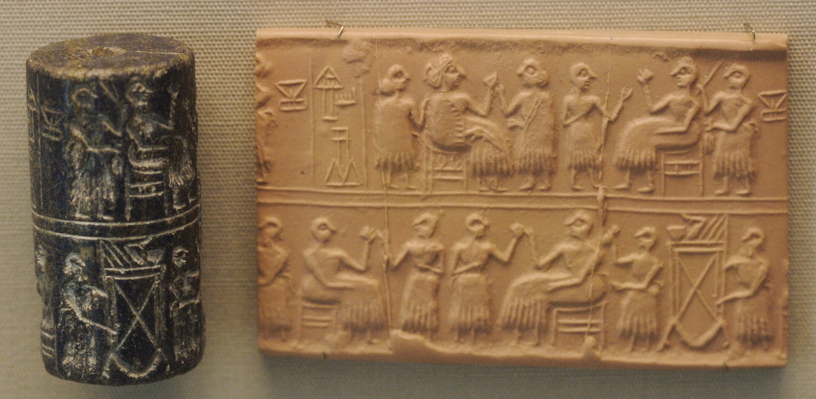
Sello cilíndrico con escena de banquete en la tumba de la reina Puabi en Ur, Museo Británico.

Puabi, Nin Puabi ("nin" o "eresh", una palabra sumeria que puede denotar a una reina o sacerdotisa) o Pu-Abi (traducido del acadio como "Palabra de mi padre" y también llamada Shubad por una errónea interpretación de Charles Leonard Woolley) fue una reina de la ciudad sumeria de Ur que fue enterrada en su cementerio real. 
Vivió durante la primera dinastía de Ur, en el siglo XXVI a. C., pero su estatus de "reina" está en discusión pues pudo ser, simplemente, una sacerdotisa. También esta en consideración su condición de "Rehén" de la alta nobleza acadia, ya que el nombre "Palabra de mi Padre" sugiere tal condición. En varios sellos cilíndricos encontrados en su tumba se la identifica por el título de NIN o "eresh", palabra sumeria para "señora", que puede identificar lo mismo a una reina que a una sacerdotisa o tener al mismo tiempo, los dos roles, uniendo el poder político al religioso, como sucedía a menudo en las primeras civilizaciones.
El hecho es que Puabi, una acadia semítica, fue una importante figura entre los sumerios, lo que indica un alto grado de intercambio cultural e influencia entre los antiguos sumerios y sus vecinos semitas.

## Tumba de Puabi
El arqueólogo Leonard Woolley descubrió la tumba de Puabi, que fue excavada por su equipo junto a otras 1800 tumbas en el "Cementerio Real de Ur" entre 1922 y 1934. Esta tumba fue excepcional entre las demás, no sólo debido a la alta calidad y conservación del ajuar funerario, sino también porque no había sido profanada por ningún ladrón de tumbas.
Fue enterrada con 52 ayudantes - sirvientes que se sospecha se enveneraron a sí mismos (o bien, fueron envenenados por otros) para servirla en el otro mundo. La cantidad de ajuar funerario que Woolley descubrió en la tumba de Puabi fue asombrosa: un magnífico y pesado tocado dorado hecho con hojas de oro, anillos y placas; una magnífica lira (ver Liras de Ur), con oro y lapislázuli incrustado con cabezas barbudas de toros; varias vajillas de oro; cuentas cilíndricas de oro, cornalina, y lapislázuli para  collares y cinturones; una carroza adornada con cabezas de leona, en plata y gran cantidad de anillos y brazaletes de plata, lapislázuli y oro.
Los tesoros excavados por la expedición de Woolley se dividieron entre el Museo Británico en Londres, el Museo de la Universidad de Pensilvania en Filadelfia y el Museo Nacional de Irak en Bagdad. Varias piezas fueron saqueadas en este último por las secuelas de la Segunda Guerra del Golfo en 2003.